# G++
Компілятор G++ — C++ компілятор (традиційно позначається як GNU C++), є частиною GCC — колекції компіляторів GNU. Використання його команди майже зовсім схоже на GCC.

## Застосування
g++ дозволяє компілювати програмний код в об'єктні модулі, а також виконати лінкування цих модулів у єдину програму. Компілятор бере до уваги ім'я файлу, щоб визначити мову програмування на якій написаний код.
Файли з іменами *.cc (або *.cpp) розпізнаються компілятором як C++ файли, а файли з іменами *.o (в системах Linux) інтерпретуються компілятором як об'єктні модулі (тобто машинний код).
Типова команда трансляції файлу із C++ кодом (наприклад названим як file.cpp), у відповідний об'єктний файл виглядає так:
```
g++ -c file.cpp

```

### Прапорці
| Назва              | Застосування |
| ------------------ | --- |
| -c                 | Створюються лише об'єктні модулі із заданих програмних файлів, без лінкування. |
| -D назва=значення  | Дозволяє задавати значення макросів при компіляції. Частина прапорців «=значення» може бути не задана, тоді довільним значення макроса буде 1.                                             |
| -o ім'я_файлу      | Задає ім'я файлу як ім'я результуючого файлу який буде створений в результаті роботи команди g++ (зазвичай це ім'я виконуваного файлу програми).                                           |
| -l ім'я_бібліотеки | Задає ім'я бібліотеки, яка буде створення в результаті роботи g++ |
| -g                 | Вимагає від компілятора вносити відлагоджувальну інформацію у виконуваний файл для gdb. Має бути заданий і для компіляції і для лінкування.                                                |
| -MM                | Дає команду препроцесору виводити правила для команди make, що описують залежності кожного програмного файлу від заголовкових файлів.                                                      |
| -pg                | Породжує допоміжний код для запису інформації профілювання, що може використовуватися програмою-аналізатором gprof. Має бути заданий і для компіляції і для лінкування.                    |
| -Wall              | Дає команду видавати список попереджень про небажані, але дозволені операції і конструкції в коді. Рекомендується завжди включати цю опцію, щоб знати джерела можливих помилок у програмі. |